# Wallace Fard Muhammad
Wallace Fard Muhammad, auch Wallace D. Fard, war der Begründer der Organisation Nation of Islam, auch als Black Muslims bekannt. Über seinen Hintergrund und seine Personalien ist offiziell kaum etwas bekannt. Vom 4. Juli 1930 bis zum 30. Juni 1934 wirkte er in Detroit unter verschiedenen Pseudonymen; seither gilt er als verschollen.

## Persönlicher Hintergrund
Beynon schrieb 1938, dass zum persönlichen Hintergrund des „Propheten“ fast nichts bekannt sei:

„Er ‚kam aus dem Osten‘ und rief die Schwarzen Nordamerikas dazu auf, der Nation of Islam beizutreten. Er war gewöhnlich als Mr. Wali Farrad oder Mr. W. D. Fard, bekannt, benutzte aber auch die folgenden Namen: Professor Ford, Mr. Farrad Mohammed, Mr. F. Mohammed Ali. Er soll sich mit folgenden Worten vorgestellt haben: ‚Mein Name ist W. D. Fard, und ich komme aus der Heiligen Stadt Mekka. Mehr über mich werde ich euch jetzt nicht sagen, denn die Zeit ist noch nicht gekommen. Ich bin euer Bruder. Ihr habt mich noch nicht in meinen königlichen Gewändern gesehen.‘“

Innerhalb der Nation of Islam wird überliefert, dass Wallace D. Fard am 26. Februar 1877 in Mekka geboren wurde. Um das Jahr 1910 sei er nach einer Ausbildung für den diplomatischen Dienst in London in die Vereinigten Staaten gekommen, wo er bei einer weißen Familie lebte und eine Zeitlang eine Universität in Südkalifornien besuchte.
Die von der Nation of Islam verbreiteten Angaben über Fards biographischen Hintergrund der Zeit vor seinem Wirken in Detroit werden aber von verschiedenerlei Seite bestritten, insbesondere vom FBI. In den 1950er Jahren untersuchte der Dienst den persönlichen Hintergrund und kam zu dem Schluss, dass er nicht Sohn eines schwarzen Vaters und einer weißen Mutter aus Mekka war, sondern weiße Eltern hatte oder einer gemischten weiß-asiatischen Ehe entstammte, möglicherweise in Neuseeland aufgewachsen war und eigentlich Wallace oder Wallie Dodd Ford hieß. Nach dem FBI war Fard ein Scharlatan und Krimineller, der wegen eines Drogendelikts eine Zeitlang im San Quentin State Prison abgesessen hatte. FBI-Agenten konnten eine Geburtsurkunde für Fords Sohn Wallace Dodd Ford ausfindig machen, in der eine gewisse Hazel Barton als Mutter eingetragen war. In einem FBI-Memorandum von August 1963 wurde festgehalten, dass trotz verschiedener Nachforschungen weder Geburtsdatum noch Geburtsort von Wallace Fard bzw. Ford festgestellt werden konnten.
In den letzten Jahren haben verschiedene genealogische und Nachrichtenwebsites neue Dokumente über Fards mögliche Vergangenheit ans Licht gebracht. Eines der wichtigsten Dokumente für Wallace D. Fards früheres Leben, das in den letzten Jahren entdeckt wurde, ist eine Registrierungskarte für die Einberufung aus dem Jahre 1917 aus Los Angeles für einen Wallace Dodd Fard, wobei der Name „Ford“ neben „Fard“, was nahelegt, dass ersteres eine alternative Schreibweise für seinen Namen war. Als Geburtsort wird in dem Dokument Shinka in Afghanistan angegeben, was möglicherweise mit der heute als Shinkay bekannten Region im Südosten Afghanistans zu identifizieren ist oder mit einer Stadt in Nordwestpakistan. Beide Orte sind von muslimischen Paschtunen bewohnt. 2016 hat A.K. Arian in einem Buch Belege vorgelegt, die den paschtunischen Hintergrund von Fard bestätigen und zeigen, dass die verschiedenen Aliasse, die Fard benutzte, alle die gleiche Person meinen. Auch die Behauptung des FBI, dass Fard im San Quentin State Prison einsaß, haben sich erhärtet. Am 27. Mai 1929 wurde er unter Auflagen freigelassen und reiste nach einem Zwischenstopp in Los Angeles nach Chicago.

## Wirken in Detroit
Am 4. Juli 1930, dem Unabhängigkeitstag traf Wallace Fard in Detroit ein und begann mit dem Haustürverkauf von Regenmänteln, Seiden- und Kurzwaren in dem Gebiet um die Hastings Street, dem Zentrum des Wohnviertels der Schwarzen in der Stadt. Der Soziologe Erdmann Doane Beynon veröffentlichte 1938 in der Zeitschrift American Journal of Sociology einen Bericht über Interviews mit etwa 200 Familien im Bundesstaat Michigan. Daraus ergab sich, dass Wallace Fard von 1930 bis 1934 in Detroit schwarze Familien besucht hatte, die im Zuge der Great Migration aus den Südstaaten nach Detroit gezogen waren. Als Hausierer erzählte er seinen Zuhörern, dass die Seide, die er verkaufte, aus ihrer Heimat stammte. Auf seinen Vorschlag hin erteilte er seinen Kunden Religionsunterricht, zunächst mit der Bibel als Grundlage, wobei er seine Zuhörerschaft schockierte, als er die Weißen zunehmend in ein schlechtes Licht stellte. Mit Hilfe von Geldsammlungen konnte ein Saal gemietet und als Tempel benutzt werden, der den Namen Temple No. 1 erhielt. An dieser Stätte verwendete nun Fard den Koran als abschließend gültige Grundlage für seine schriftlich formulierten Ausführungen, die von seinen Anhängern Wort für Wort auswendig gelernt wurden.
1932 wurde einigen Gruppenmitgliedern vorgeworfen, im Zuge von Teufelsaustreibungen an Menschenopfern mitgewirkt zu haben. Zu Spannungen zwischen der neuen Religionsgemeinschaft und der Polizei kam es, als sich Eltern weigerten, ihre Kinder in öffentliche Schulen zu schicken. Im Mai 1933 wurde Fard Muhammad deswegen kurzzeitig verhaftet.
Fard nannte die neu gegründete Gemeinschaft unter seiner Leitung Nation of Islam. Während Fards Wirken als Prediger traten etwa 5.000 bis 8.000 Afro-Amerikaner der Nation of Islam bei. Auch gab er der Gemeinschaft ihre ersten organisationellen Strukturen. Dazu gehörte eine Schule, die University of Islam errichtet, die bis heute als Muhammad University of Islam neben der heutigen Mosque Maryam in Chicago weiterbesteht, die Sicherheitskräfte der Fruit of Islam, eine Hauswirtschaftsausbildung für Frauen, die Girl's Training and General Civilization Class, und ein Stellvertreter, der Supreme Minister of Islam Elijah Muhammad.
In einem Memorandum des FBI von August 1963 wird festgehalten, dass Ende Juni 1934 letztmals von ihm gehört worden sei.

## Schriften
Fard verfasste zwei Handbücher, nämlich Teaching for the Lost-Found Nation of Islam in a Mathematical Way, das aus 34 Mathematik-bezogenen symbolischen Fragen bzw. Problemen besteht und heute unter dem Namen Problem Book bekannt ist, und The Secret Ritual of the Nation of Islam, das eine Sammlung von 54 Fragen war, die in zwei Teile gegliedert war und die Kernlehren der Gruppierung enthielt. In den 1950er Jahren wurde das Werk in Lost Found Muslim Lesson umbenannt.

## Lehren
Die Grundlage von Fards Lehre wurde von Beynon wie folgt beschrieben:

„Die schwarzen Männer in Nordamerika sind keine Neger, sondern gehören dem verlorenen Stamm der Shabazz an, der vor 379 Jahren von Händlern aus der Heiligen Stadt Mekka gestohlen wurde. Der Prophet kam nach Amerika, um seine seit langem verlorenen Brüder zu finden und ins Leben zurückzubringen, denen die Kaukasier ihre Sprache, ihre Nation und ihre Religion weggenommen hatten. Hier in Amerika konnten sie sich nicht selbst leben. Sie müssen lernen, dass sie die ursprünglichen, edelsten Menschen der Erde sind. Die Kaukasier sind die Farbigen, da sie ihre ursprüngliche Farbe verloren haben. Die ursprünglichen Menschen müssen ihre Religion wiedergewinnen, dies ist der Islam, ihre Sprache, dies ist Arabisch, und ihre Kultur, dies ist Astronomie und höhere Mathematik, insbesondere Infinitesimalrechnung. Sie müssen nach Allahs Gesetz leben und jegliches Fleisch von ‚Gifttieren‘ vermeiden: Schweine, Enten, Gänse, Opossums und Katzenfisch. Sie müssen den Gebrauch von Stimulanzien, insbesondere von Spirituosen, völlig aufgeben. Sie müssen sich selbst reinigen - sowohl ihre Körper als auch ihre Häuser. Wenn sie auf diese Weise Allah gehorchen, wird er sie ins Paradies zurückführen, aus dem sie geraubt wurden - der Heiligen Stadt Mekka.“

Fard legte sehr viel Wert auf mathematisches Wissen sowie Wissen über das Universum. Dies betrachtete er als „islamische Kultur.“ Nach seiner Lehre verläuft die Geschichte der Menschheit in Zyklen von 25.000 Jahren, von denen jeder seine eigene Geschichte hat, die durch 24 göttliche Wissenschaftler und einen höchsten Gott, dessen Identität sich in jedem Zyklus ändert, aufgezeichnet und berechnet wird. Der derzeitige Zyklus, der sich in seinem 16. Jahrtausend befindet, ist von dem Wirken des aufsässigen Wissenschaftlers Yacub beherrscht, der vor 6.600 Jahren angefangen hat, die weiße Rasse zu züchten, die aus Teufeln besteht und mit betrügerischen Mitteln ihre Herrschaft über die Welt errichtet hat. Der Beginn des Ersten Weltkrieges, in dem sich Weiße gegenseitig bekämpften, hat jedoch den Anfang vom Ende der Weißen Herrschaft eingeläutet.
Fard teilte die Menschheit in drei Prozent-Kategorien ein: 1. 85 Prozent der Menschen sind Unzivilisierte, die Gifttiere essen und weder den Lebendigen Gott noch ihre eigene Herkunft kennen; 2. zehn Prozent sind Reiche, die die Armen versklaven und ihnen Lügen erzählen, damit sie glauben, dass der Allmächtige, Lebendige Gott ein Gespenst ist und nicht gesehen werden kann; 3. die Fünf Prozent, die aus armen, aufrichtigen Lehrern bestehen, die nicht an die Lehren der zehn Prozent glauben und wissen, wer der lebendige Gott ist, und lehren, dass dieser der Menschensohn, das höchste Wesen und der schwarze Mann von Asien ist. Sie lehren Freiheit, Gerechtigkeit und Gleichheit und sind die Muslime.
In seinen Predigten verwendete Fard neben seinen eigenen Schriften die Bibel und einen Koran, den er Berichten zufolge mündlich für seine Anhänger übersetzte. Als zusätzliche Texte empfahl Fard seinen Anhängern zur Lektüre die Werke von Joseph Franklin Rutherford, des Anführers der Zeugen Jehovas, das Buch Conquest of Civilization des Ägyptologen James Henry Breasted sowie Hendrik Willem van Loons Geschichte der Menschheit und eine Sammlung von Büchern über Freimaurerei und ihre Symbolik. P.D. Bowen nimmt an, dass Fard viele seiner Lehren von Rutherford, den Zeugen Jehovas und anderen Prämillenaristen übernommen hat.

## Rezeption
Elijah Muhammad, der Wallace Fard 1931 erstmals begegnete und als sein Nachfolger von 1934 bis 1975 die Nation of Islam leitete, bezeichnete seinen Vorgänger als Mahdi.
Im Roman Middlesex von Jeffrey Eugenides spielen sich in Fards Temple No. 1 in Detroit einige Szenen ab. Auch im Hip-Hop gibt es zahlreiche Anspielungen auf Fard und seine Lehren. Beispiele finden sich bei Jay-Z, Jay Electronica, Public Enemy, Big Daddy Kane, Kanye West, Wu-Tang Clan, Poor Righteous Teachers, A Tribe Called Quest, Ice Cube und Rakim. Busta Rhymes veröffentlichte 2020 zusammen mit Rick Ross ein nach Fard Muhammad benanntes Lied.